# (11335) Santiago
(11335) Santiago est un astéroïde de la ceinture principale.

## Description
(11335) Santiago est un astéroïde de la ceinture principale. Il fut découvert le 20 avril 1996 à La Silla par Eric Walter Elst. Il présente une orbite caractérisée par un demi-grand axe de 2,36 UA, une excentricité de 0,16 et une inclinaison de 6,3° par rapport à l'écliptique.

## Compléments